# Atilano Cruz
Atilano Cruz Alvarado (Ahuetita de Abajo, Teocaltiche, Jalisco, 5 de octubre de 1901 - Cuquío, Jalisco, 1 de julio de 1928) fue un vicario mexicano, mártir durante la Guerra Cristera y santo de la Iglesia Católica. 

## Biografía
Nació en el pueblo de Ahuetita de Abajo, municipio de Teocaltiche, en el estado de Jalisco. Provenía de una familia de ascendencia indígena, pero con arraigadas costumbres católicas. Durante su infancia, se dedicó al cuidado del ganado hasta que sus padres, José Isabel Cruz y Máxima Alvarado, lo llevaron a Teocaltiche para que aprendiera a leer y escribir.
En 1918 ingresó al Seminario Auxiliar de Teocaltiche. Dos años más tarde, en 1920, fue trasladado al Seminario Clandestino de Guadalajara.
Desde que comenzó la Guerra Cristera, Atilano se vio obligado a mantenerse oculto.
El 24 de julio de 1927 fue ordenado sacerdote por el arzobispo de Guadalajara, Francisco Orozco y Jiménez, en un evento secreto. En su vida de sacerdote fue destinado a ser vicario, trabajando junto al párroco Justino Orona Madrigal. En 1928, debido a la persecución de la Guerra Cristera, ambos debieron refugiarse en una casa de rancho, llamada Las Cruces, cerca de Cuquío, a cuya parroquia había sido destinado por el arzobispo.

### Asesinato
En la madrugada del 1 de julio de 1928, mientras Atilano estaba dormido, las fuerzas federales y el presidente municipal de Cuquío, irrumpieron violentamente en el rancho, acribillaron al padre Justino Orona Madrigal, a su hermano José María Orona Madrigal y posteriormente balearon a Atilano en su dormitorio. Los tres cuerpos fueron transportados a Cuquío y arrojados en la plaza principal. Los feligreses los sepultaron en el panteón de Cuquío.
Sus restos descansan en el Templo Parroquial de San Felipe de Cuquío donde son venerados.

## Beatificación y canonización
El 22 de noviembre de 1992 Atilano fue beatificado por el Papa Juan Pablo II, junto con otros mártires mexicanos de la Guerra Cristera. El 21 de mayo del año 2000 fue canonizado. 